# Partit per la Consecució de la Democràcia al Kurdistan
Partit per la Consecució de la Democràcia al Kurdistan fou un moviment polític kurd organitzat per les eleccions del 2005 al Parlament del Kurdistan que es van celebrar el 30 de gener del 2005 en les que el partit va anar a la llista de l'Aliança Democràtica i Patriòtica del Kurdistan. A les eleccions. el partit només va obtenir 9.081 vots (0,52%) i cap escó. Posteriorment el partit va deixar d'existir.